# Berdál Valéria
Berdál Valéria (Kőszeg, 1933. július 4. – Szeged, 2003. december 17.) Liszt Ferenc-díjas magyar opera-énekesnő (szoprán), érdemes művész, a Szegedi Nemzeti Színház örökös tagja.

## Életútja
Tanulmányait a Zeneakadémián végezte 1950-1955 között Jászó Györgyné, Luigi Renzi és Hoór Tempis Erzsébet tanítványaként. 1955-ben debütált Antónia szerepében Jacques Offenbach Hoffmann meséi című operájában. Ugyanebben az évben a Szegedi Nemzeti Színház alkalmazta magánénekesként. Elsősorban a szubrett-koloratúr szerepekben játszott. 1972-től a szegedi Zeneművészeti Szakiskolában, majd 1985-től a szegedi Zeneakadémián tevékenykedett pedagógusként. Tanítványai voltak többek között Tokody Ilona, Tas Ildikó, Komlósi Ildikó, Temesi Mária, Matkócsik Éva, Bátori Éva, Frankó Tünde, Felber Gabriella, Altorjay Tamás, Busa Tamás, Somogyvári Tímea Zita, Gémes Szilvia,  Miklósa Erika. Életéről Vitray Tamás filmet készített.

## Díjai
- Érdemes művész (1971)
- Liszt Ferenc-díj (1972)

## Szerepei
A Színházi adattárban regisztrált bemutatóinak száma: 85.
- 1958 – Weber: A bűvös vadász – Annuska – Szegedi Nemzeti Színház
- 1962 – Mozart: Szöktetés a szerájból – Blonde - Szegedi Nemzeti Színház
- 1964/ 1977 – Gaetano Donizetti: Szerelmi bájital (opera) – Adina, falusi lány – Szegedi Nemzeti Színház
- 1965 – Szergej Prokofjev: Három narancs szerelmese – Ninetta, narancsba zárt hercegnő – Szegedi Nemzeti Színház
- 1965/ 1973 – Puccini: Angelica nővér – Genivieffa/ Genoveva nővér – Szegedi Nemzeti Színház
- 1965/ 1973 – Puccini: Gianni Schicchi – Lauretta – Szegedi Nemzeti Színház
- 1968 – Hindemith: Mathis, a festő – Regina – Szegedi Nemzeti Színház
- 1969 – Verdi: Rigoletto – Gilda – Szegedi Nemzeti Színház
- 1969/ 1974 – Wolfgang Amadeus Mozart – Emanuel Schikaneder: A varázsfuvola – Pamina – Szegedi Nemzeti Színház
- 1969/ 1974 – Verdi – Eugéne Scribe: Az álarcosbál – Oszkár, apród – Szegedi Nemzeti Színház
- 1970/ 1978 – Puccini: Bohémélet – Mimi – Szegedi Nemzeti Színház
- 1971 – R. Strauss: A rózsalovag – Sophie, Faninal lánya – Szegedi Nemzeti Színház
- 1971 – Ábrahám Pál–Földes Imre: Viktória – címszerep – Szegedi Nemzeti Színház
- 1972 – Verdi–Francesco Maria Piave: Traviata – Valery Violetta – Szegedi Nemzeti Színház
- 1972 – Jules Massenet–Henri Meilhac–Philippe Gille: Manon – Manon – Szegedi Nemzeti Színház
- 1972/ 1976 – Ifj. Johann Strauss–Ignaz Schnitzer: A cigánybáró – Arzéna, Zsupán leánya – Szegedi Szabadtéri Játékok
- 1973 – Giuseppe Verdi–Arrigo Boito: Falstaff – Annuska, Ford leánya – Szegedi Nemzeti Színház
- 1974 – Gaetano Donizetti–Giovanni Ruffini: Don Pasquale – Norina, fiatal özvegy – Szegedi Nemzeti Színház
- 1974 – Gottfried von Einem–Friedrich Dürrenmatt: Az öreg hölgy látogarása – Illné – Szegedi Nemzeti Színház
- 1974 – Charles Gounod–Jules Barbier–Michel Carré: Faust – Margit –Szegedi Nemzeti Színház
- 1975 – Mozart: Figaro házassága – Susanna – Szegedi Nemzeti Színház
- 1975 – Vántus István–Móra Ferenc: Aranykoporsó – Titanilla, Galerius leánya – Szegedi Nemzeti Színház
- 1975 – Kodály Zoltán–Paulini Béla–Harsányi Zsolt: Háry János (opera) – Mári Lujza – Szegedi Szabadtéri Játékok
- 1976 – Csajkovszkij: Anyegin – Tatjána – Szegedi Nemzeti Színház

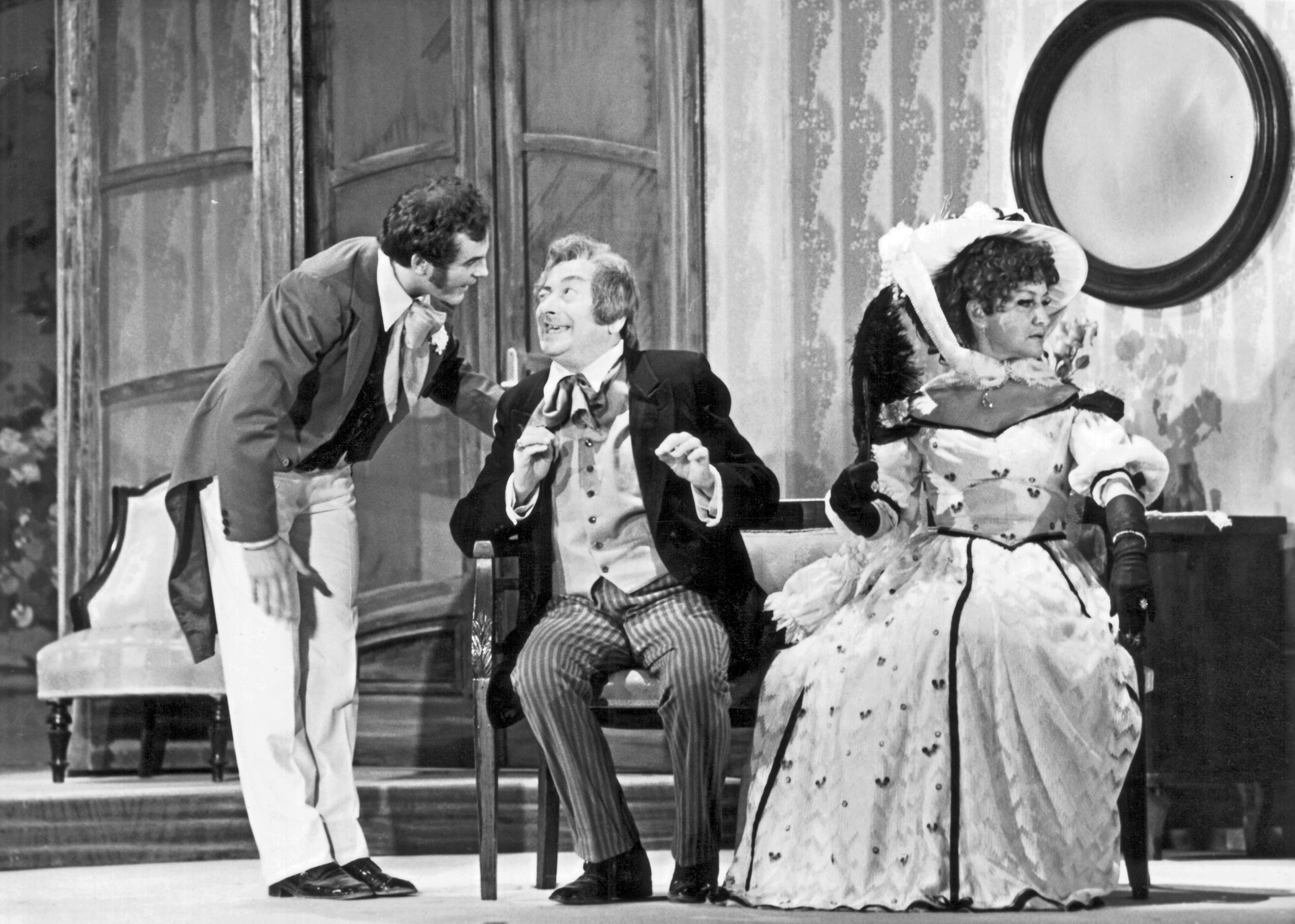
Kirándulás egy másik műfajba, Berdál Valéria Grisi Lucia énekesnő szerepében. Partnerei Katona András és Egri László (operaénekes)
- Schubert–Heinrich Berté: Három a kislány - Szegedi Nemzeti Színház (1982)

- 1976 – Giuseppe Verdi–Temistocle Solera: Nabucco – Anna – Szegedi Szabadtéri Játékok
- 1977 – Modeszt Petrovics Muszorgszkij: Borisz Godunov – Xenia, Godunov gyermeke – Szegedi Nemzeti Színház
- 1977 – Bart Lotigiers–Németh Amadé: Villon - Huguetta – Szegedi Nemzeti Színház
- 1978 – Mozart: Così fan tutte – Rosina – Szegedi Nemzeti Színház
- 1979 – Jacobi Viktor–Martos Ferenc – Bródy Miksa: Sybill – Nagyhercegnő – Szegedi Nemzeti Színház
- 1982 – Franz Schubert–Heinrich Berté–Alfred Maria Willner – Heinz Reichert: Három a kislány – Grisi Lucia, énekesnő – Szegedi Nemzeti Színház
- 1983 – Erik Charell–Jürg Amstein–Robert Golbert–Paul Burkhard: Tüzijáték – Berta, nagynéni – Szegedi Nemzeti Színház